# Partecipanti al Tour de France 2006
Elenco dei partecipanti al Tour de France 2006.
Alla corsa avrebbero dovuto prendere ventuno squadre, le venti iscritte all'UCI ProTour 2006 più l'Agritubel, invitata. Dopo le prime inchieste sullo scandalo doping dell'Operación Puerto, però, gli organizzatori decisero di non permettere la partecipazione dell'Astana-Würth e di altri quattro ciclisti anch'essi coinvolti: Ivan Basso (CSC), Jan Ullrich e Óscar Sevilla (T-Mobile) e Francisco Mancebo (AG2R).
Alla partenza erano dunque effettivamente presenti 176 ciclisti suddivisi in venti squadre. La nazione più rappresentata era la Francia con 38 ciclisti, seguita dalla Spagna con 37 e dall'Italia con 24. 37 corridori non conclusero la corsa.

## Corridori per squadra
Nota: R ritirato, NP non partito, FT fuori tempo, SQ squalificato.
| Discovery Channel Team | Discovery Channel Team | Discovery Channel Team | Phonak Hearing Systems         | Phonak Hearing Systems         | Phonak Hearing Systems         | Saunier Duval-Prodir | Saunier Duval-Prodir    | Saunier Duval-Prodir |
| ---------------------- | ---------------------- | ---------------------- | ------------------------------ | ------------------------------ | ------------------------------ | -------------------- | ----------------------- | -------------------- |
| 1                      | José Azevedo           | 18º                    | 71                             | Floyd Landis                   | SQ                             | 141                  | Gilberto Simoni         | 59º                  |
| 2                      | Vjačeslav Ekimov       | 83º                    | 72                             | Bert Grabsch                   | 106º                           | 142                  | David Cañada            | R 14ª                |
| 3                      | George Hincapie        | 31º                    | 73                             | Robert Hunter                  | FT 19ª                         | 143                  | David de la Fuente      | 55º                  |
| 4                      | Egoi Martínez          | 41º                    | 74                             | Nicolas Jalabert               | 102º                           | 144                  | José Á. Gómez Marchante | R 17ª                |
| 5                      | Benjamín Noval         | R 12ª                  | 75                             | Miguel Á. Martín Perdiguero    | R 17ª                          | 145                  | Rubén Lobato            | 45º                  |
| 6                      | Pavel Padrnos          | 64º                    | 76                             | Axel Merckx                    | 30º                            | 146                  | David Millar            | 58º                  |
| 7                      | Jaroslav Popovyč       | 24º                    | 77                             | Koos Moerenhout                | 61º                            | 147                  | Riccardo Riccò          | 97º                  |
| 8                      | José Luis Rubiera      | 91º                    | 78                             | Alexandre Moos                 | 96º                            | 148                  | Christophe Rinero       | 40º                  |
| 9                      | Paolo Savoldelli       | R 12ª                  | 79                             | Víctor Hugo Peña               | 121º                           | 149                  | Francisco Ventoso       | 77º                  |
| Team CSC               | Team CSC               | Team CSC               | Lampre-Fondital                | Lampre-Fondital                | Lampre-Fondital                | Française des Jeux   | Française des Jeux      | Française des Jeux   |
| 11                     | Bobby Julich           | R 7ª                   | 81                             | Damiano Cunego                 | 11º                            | 151                  | Sandy Casar             | 68º                  |
| 12                     | Giovanni Lombardi      | R 11ª                  | 82                             | Alessandro Ballan              | 66º                            | 152                  | Carlos Da Cruz          | 76º                  |
| 13                     | Stuart O'Grady         | 90º                    | 83                             | Daniele Bennati                | R 16ª                          | 153                  | Bernhard Eisel          | 107º                 |
| 14                     | Carlos Sastre          | 3º                     | 84                             | Marzio Bruseghin               | 19º                            | 154                  | Philippe Gilbert        | 109º                 |
| 15                     | Fränk Schleck          | 10º                    | 85                             | Salvatore Commesso             | 56º                            | 155                  | Sébastien Joly          | R 16ª                |
| 16                     | Christian Vande Velde  | 23º                    | 86                             | Daniele Righi                  | 108º                           | 156                  | Gustav Larsson          | 104º                 |
| 17                     | Jens Voigt             | 52º                    | 87                             | Paolo Tiralongo                | 69º                            | 157                  | Thomas Löfkvist         | 62º                  |
| 18                     | David Zabriskie        | 73º                    | 88                             | Tadej Valjavec                 | 16º                            | 158                  | Christophe Mengin       | 130º                 |
| 19                     | -                      | -                      | 89                             | Francisco Vila                 | 21º                            | 159                  | Benoît Vaugrenard       | 86º                  |
| T-Mobile Team          | T-Mobile Team          | T-Mobile Team          | Caisse d'Epargne-Illes Balears | Caisse d'Epargne-Illes Balears | Caisse d'Epargne-Illes Balears | Liquigas             | Liquigas                | Liquigas             |
| 21                     | Andreas Klöden         | 2º                     | 91                             | Alejandro Valverde             | R 3ª                           | 161                  | Danilo Di Luca          | NP 2ª                |
| 22                     | Giuseppe Guerini       | 25º                    | 92                             | David Arroyo                   | 20º                            | 162                  | Michael Albasini        | 117º                 |
| 23                     | Serhij Hončar          | 51º                    | 93                             | Florent Brard                  | NP 20ª                         | 163                  | Magnus Bäckstedt        | R 14ª                |
| 24                     | Matthias Kessler       | 53º                    | 94                             | Isaac Gálvez                   | R 12ª                          | 164                  | Patrick Calcagni        | 128º                 |
| 25                     | Eddy Mazzoleni         | 26º                    | 95                             | José Vicente García            | 114º                           | 165                  | Kjell Carlström         | 131º                 |
| 26                     | Michael Rogers         | 9º                     | 96                             | Vladimir Karpec                | 29º                            | 166                  | Stefano Garzelli        | 54º                  |
| 27                     | Patrik Sinkewitz       | 22º                    | 97                             | Óscar Pereiro                  | 1º                             | 167                  | Matej Mugerli           | 118º                 |
| 28                     | -                      | -                      | 98                             | Nicolas Portal                 | 99º                            | 168                  | Luca Paolini            | 100º                 |
| 29                     | -                      | -                      | 99                             | Xabier Zandio                  | 32º                            | 169                  | Manuel Quinziato        | 79º                  |
| AG2R Prévoyance        | AG2R Prévoyance        | AG2R Prévoyance        | Quick Step-Innergetic          | Quick Step-Innergetic          | Quick Step-Innergetic          | Bouygues Télécom     | Bouygues Télécom        | Bouygues Télécom     |
| 31                     | Christophe Moreau      | 7º                     | 101                            | Tom Boonen                     | R 15ª                          | 171                  | Thomas Voeckler         | 88º                  |
| 32                     | José Luis Arrieta      | 27º                    | 102                            | Wilfried Cretskens             | R 11ª                          | 172                  | Walter Bénéteau         | 110º                 |
| 33                     | Mikel Astarloza        | 35º                    | 103                            | Steven de Jongh                | R 16ª                          | 173                  | Laurent Brochard        | NP 10ª               |
| 34                     | Sylvain Calzati        | 33º                    | 104                            | Juan Manuel Gárate             | 71º                            | 174                  | Pierrick Fédrigo        | 28º                  |
| 35                     | Cyril Dessel           | 6º                     | 105                            | Filippo Pozzato                | 132º                           | 175                  | Anthony Geslin          | 87º                  |
| 36                     | Samuel Dumoulin        | 119º                   | 106                            | José Rujano                    | NP 17ª                         | 176                  | Laurent Lefèvre         | 37º                  |
| 37                     | Simon Gerrans          | 78º                    | 107                            | Bram Tankink                   | 93º                            | 177                  | Jérôme Pineau           | 82º                  |
| 38                     | Stéphane Goubert       | 36º                    | 108                            | Matteo Tosatto                 | 124º                           | 178                  | Didier Rous             | 72º                  |
| 39                     | -                      | -                      | 109                            | Cédric Vasseur                 | 94º                            | 179                  | Matthieu Sprick         | 50º                  |
| Gerolsteiner           | Gerolsteiner           | Gerolsteiner           | Crédit Agricole                | Crédit Agricole                | Crédit Agricole                | Team Milram          | Team Milram             | Team Milram          |
| 41                     | Levi Leipheimer        | 12º                    | 111                            | Pietro Caucchioli              | 15º                            | 181                  | Erik Zabel              | 85º                  |
| 42                     | Markus Fothen          | 14º                    | 112                            | Aleksandr Bočarov              | 48º                            | 182                  | Mirko Celestino         | R 14ª                |
| 43                     | David Kopp             | R 16ª                  | 113                            | Anthony Charteau               | 113º                           | 183                  | Ralf Grabsch            | 101º                 |
| 44                     | Sebastian Lang         | 65º                    | 114                            | Julian Dean                    | 127º                           | 184                  | Andrij Hrivko           | R 15ª                |
| 45                     | Ronny Scholz           | 95º                    | 115                            | Jimmy Engoulvent               | R 10ª                          | 185                  | Maksim Iglinskij        | R 16ª                |
| 46                     | Georg Totschnig        | 46º                    | 116                            | Patrice Halgand                | 47º                            | 186                  | Christian Knees         | 103º                 |
| 47                     | Fabian Wegmann         | 67º                    | 117                            | Sébastien Hinault              | 112º                           | 187                  | Fabio Sacchi            | NP 6ª                |
| 48                     | Peter Wrolich          | 134º                   | 118                            | Thor Hushovd                   | 120º                           | 188                  | Björn Schröder          | 80º                  |
| 49                     | Beat Zberg             | R 15ª                  | 119                            | Christophe Le Mével            | 75º                            | 189                  | Marco Velo              | 98º                  |
| Rabobank               | Rabobank               | Rabobank               | Euskaltel-Euskadi              | Euskaltel-Euskadi              | Euskaltel-Euskadi              | Agritubel            | Agritubel               | Agritubel            |
| 51                     | Denis Menchov          | 5º                     | 121                            | Iban Mayo                      | R 11ª                          | 191                  | Juan Miguel Mercado     | R 17ª                |
| 52                     | Michael Boogerd        | 13º                    | 122                            | Iker Camaño                    | 34º                            | 192                  | Manuel Calvente         | 89º                  |
| 53                     | Bram de Groot          | R 15ª                  | 123                            | Unai Etxebarria                | 126º                           | 193                  | Cédric Coutouly         | 133º                 |
| 54                     | Erik Dekker            | R 3ª                   | 124                            | Aitor Hernández                | 135º                           | 194                  | Moisés Dueñas           | 60º                  |
| 55                     | Juan Antonio Flecha    | 81º                    | 125                            | Iñaki Isasi                    | 70º                            | 195                  | Eduardo Gonzalo         | 116º                 |
| 56                     | Óscar Freire           | NP 18ª                 | 126                            | Iñigo Landaluze                | 49º                            | 196                  | Christophe Laurent      | 125º                 |
| 57                     | Joost Posthuma         | 84º                    | 127                            | David López García             | R 18ª                          | 197                  | José Alberto Martínez   | R 12ª                |
| 58                     | Michael Rasmussen      | 17º                    | 128                            | Gorka Verdugo                  | 74º                            | 198                  | Samuel Plouhinec        | R 12ª                |
| 59                     | Pieter Weening         | 92º                    | 129                            | Haimar Zubeldia                | 8º                             | 199                  | Benoît Salmon           | 38º                  |
| Davitamon-Lotto        | Davitamon-Lotto        | Davitamon-Lotto        | Cofidis                        | Cofidis                        | Cofidis                        |                      |                         |                      |
| 61                     | Cadel Evans            | 4º                     | 131                            | David Moncoutié                | 57º                            |                      |                         |                      |
| 62                     | Mario Aerts            | 105º                   | 132                            | Stéphane Augé                  | 122º                           |                      |                         |                      |
| 63                     | Christophe Brandt      | 39º                    | 133                            | Jimmy Casper                   | 137º                           |                      |                         |                      |
| 64                     | Christopher Horner     | 63º                    | 134                            | Sylvain Chavanel               | 44º                            |                      |                         |                      |
| 65                     | Robbie McEwen          | 115º                   | 135                            | Arnaud Coyot                   | 129º                           |                      |                         |                      |
| 66                     | Fred Rodriguez         | R 3ª                   | 136                            | Cristian Moreni                | 43º                            |                      |                         |                      |
| 67                     | Gert Steegmans         | 136º                   | 137                            | Iván Parra                     | 42º                            |                      |                         |                      |
| 68                     | Wim Vansevenant        | 138º                   | 138                            | Rik Verbrugghe                 | R 14ª                          |                      |                         |                      |
| 69                     | Johan Vansummeren      | 111º                   | 139                            | Bradley Wiggins                | 123º                           |                      |                         |                      |

## Ciclisti per nazione
Le nazionalità rappresentate nella manifestazione sono 25; in tabella il numero dei ciclisti suddivisi per la propria nazione di appartenenza:
| Numero ciclisti | Nazione                                                                                       |
| --------------- | --------------------------------------------------------------------------------------------- |
| 37              | Francia                                                                                       |
| 36              | Spagna                                                                                        |
| 24              | Italia                                                                                        |
| 14              | Germania                                                                                      |
| 10              | Belgio                                                                                        |
| 8               | Stati Uniti, Paesi Bassi                                                                      |
| 5               | Australia                                                                                     |
| 4               | Svizzera, Russia                                                                              |
| 3               | Svezia, Austria, Ucraina                                                                      |
| 2               | Slovenia, Regno Unito, Venezuela, Colombia                                                    |
| 1               | Danimarca, Norvegia, Nuova Zelanda, Finlandia, Kazakistan, Lussemburgo, Rep. Ceca, Portogallo |